# Ford Transit
Ford Transit är en serie nytto- och transportfordon, tillverkade för den europeiska marknaden. 
Modellserien, som har funnits sedan 1953 i sju generationer, har under årens lopp erbjudits i en mängd varianter, såsom skåpbil, pickup, minibuss och husbil med olika axelavstånd och tekniska konfigurationer. En enkel och flexibel grundkonstruktion har gjort Transit populär och över fem miljoner exemplar har tillverkats. 

## Generationsöversikt

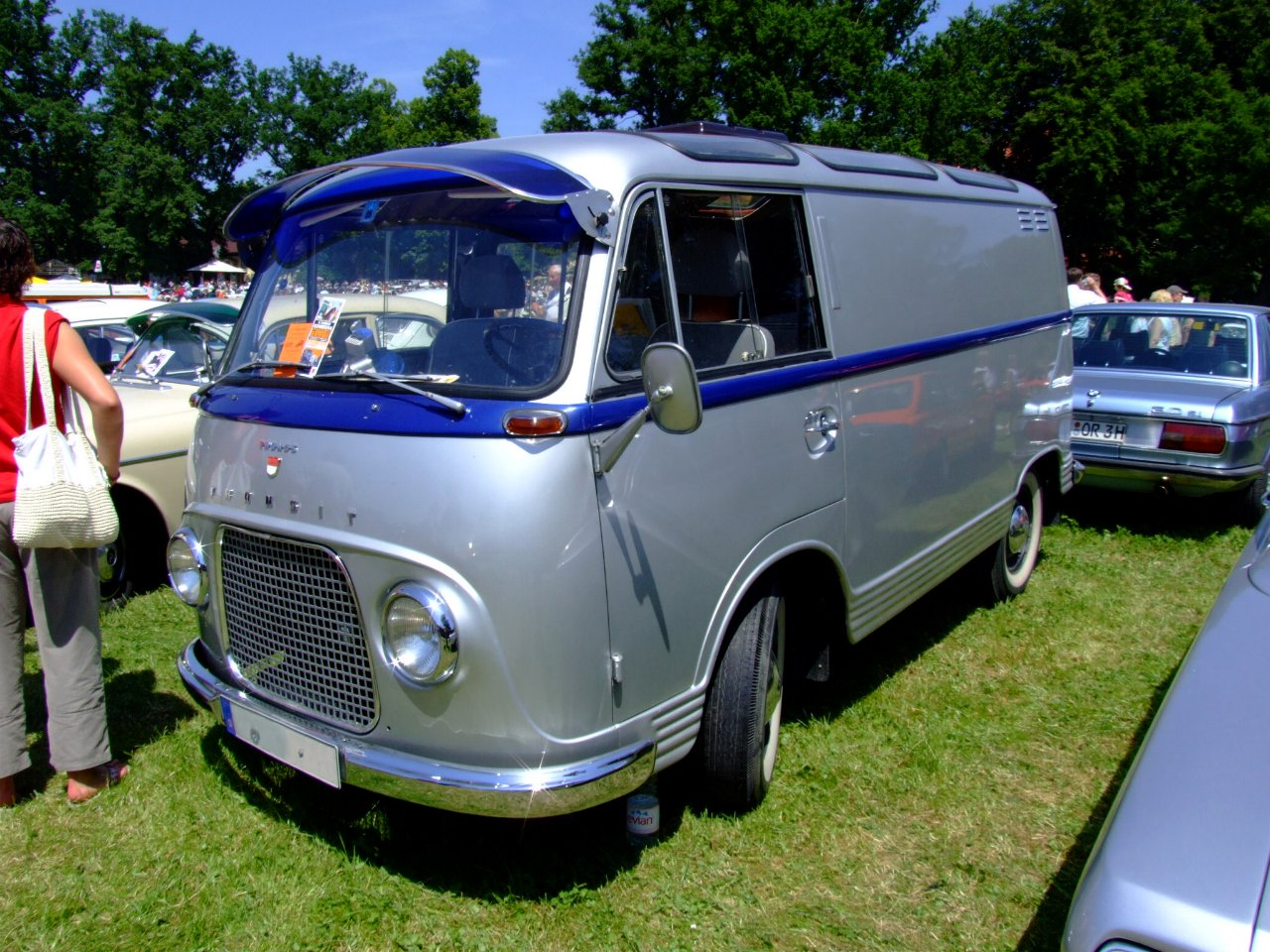
Den första generationen 1953 till 1965 (D) 1953 till 1961: Ford FK 1000 (Ford Köln) 1961 till 1965: Ford Taunus Transit
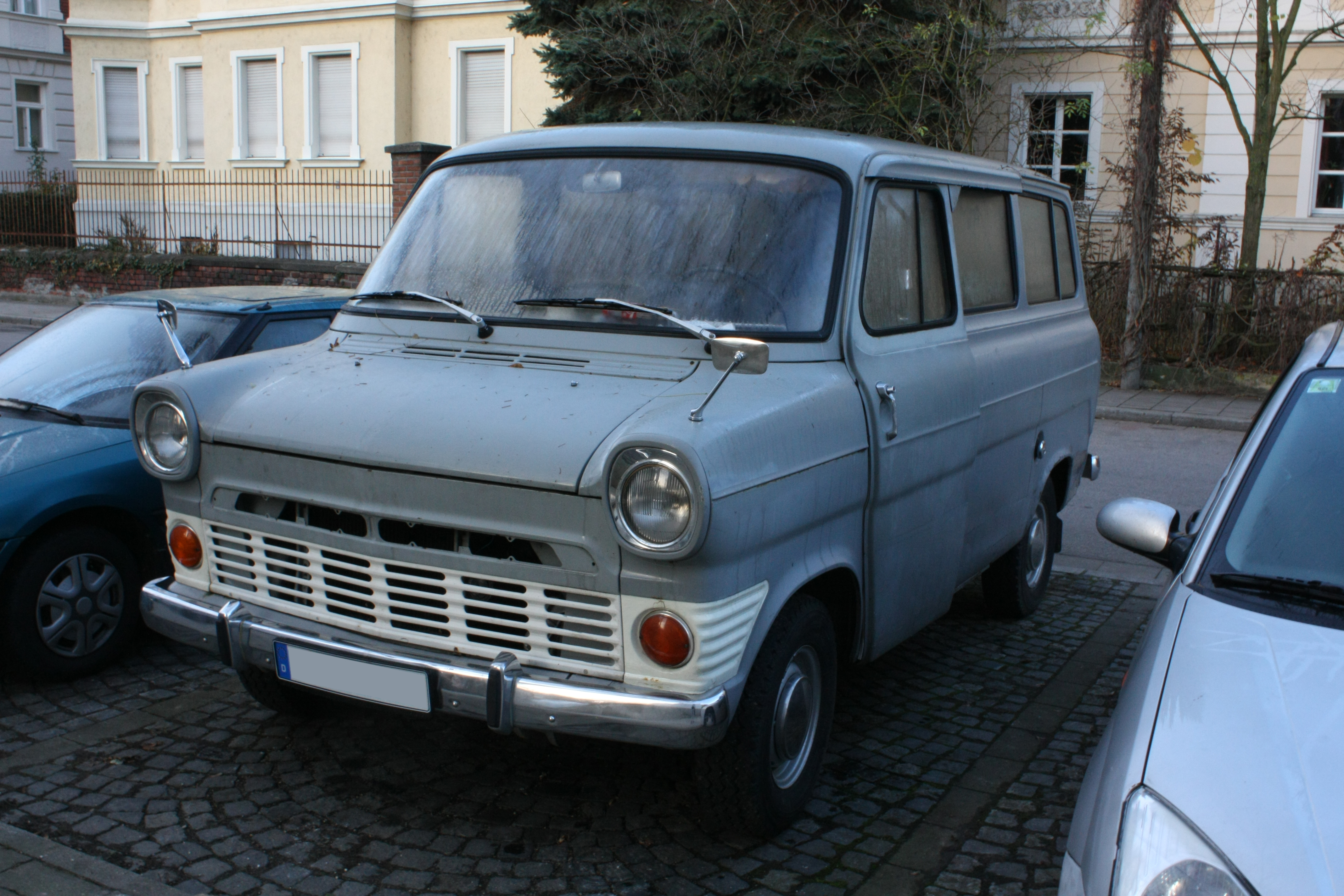
Den andra generationens 1965 till 1978 (B/GB) 1976 till 1978 (TR) Ford Transit Mark I
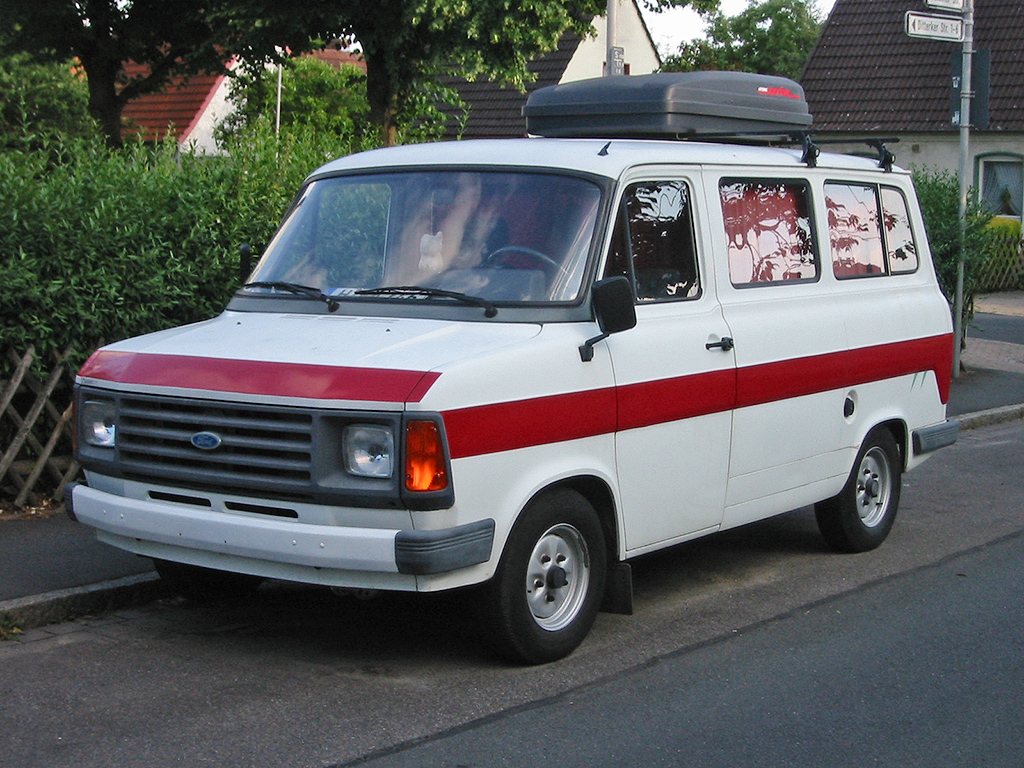
Den tredje generationen 1978 till 1985 (B/GB/TR) Ford Transit Mark II
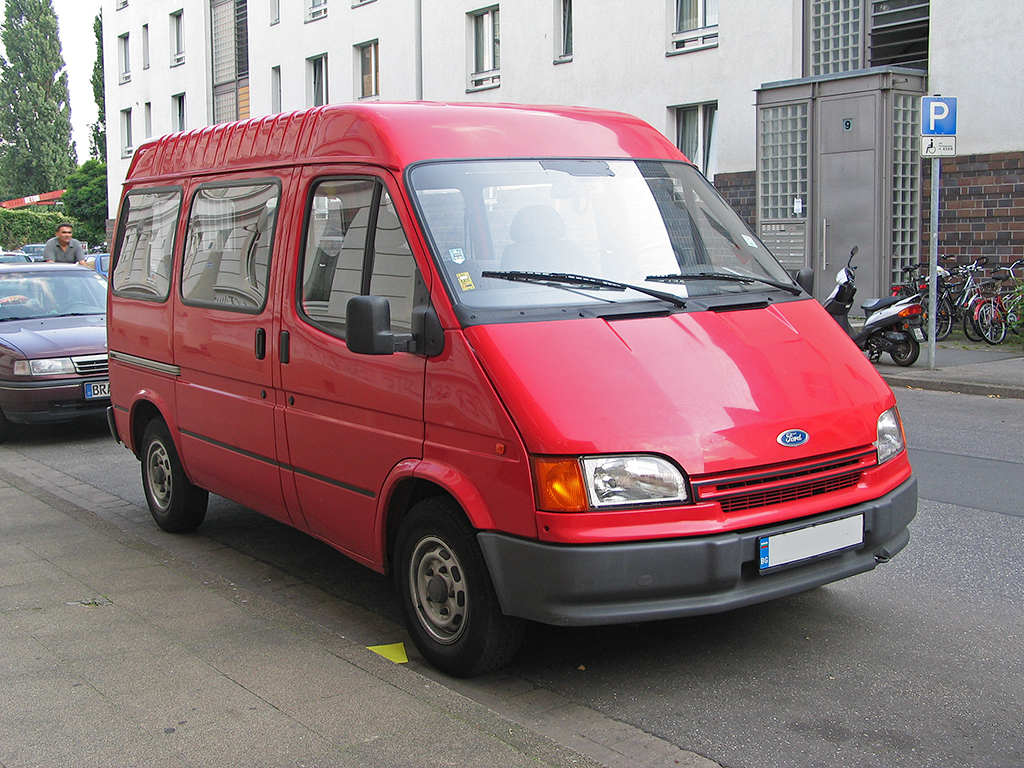
Den fjärde generationen 1985 till 2000 (B/GB) 1985 till 2002 (TR) 1997 till 2000 (BY) 1998 till 2003 (VN) Ford Transit VE
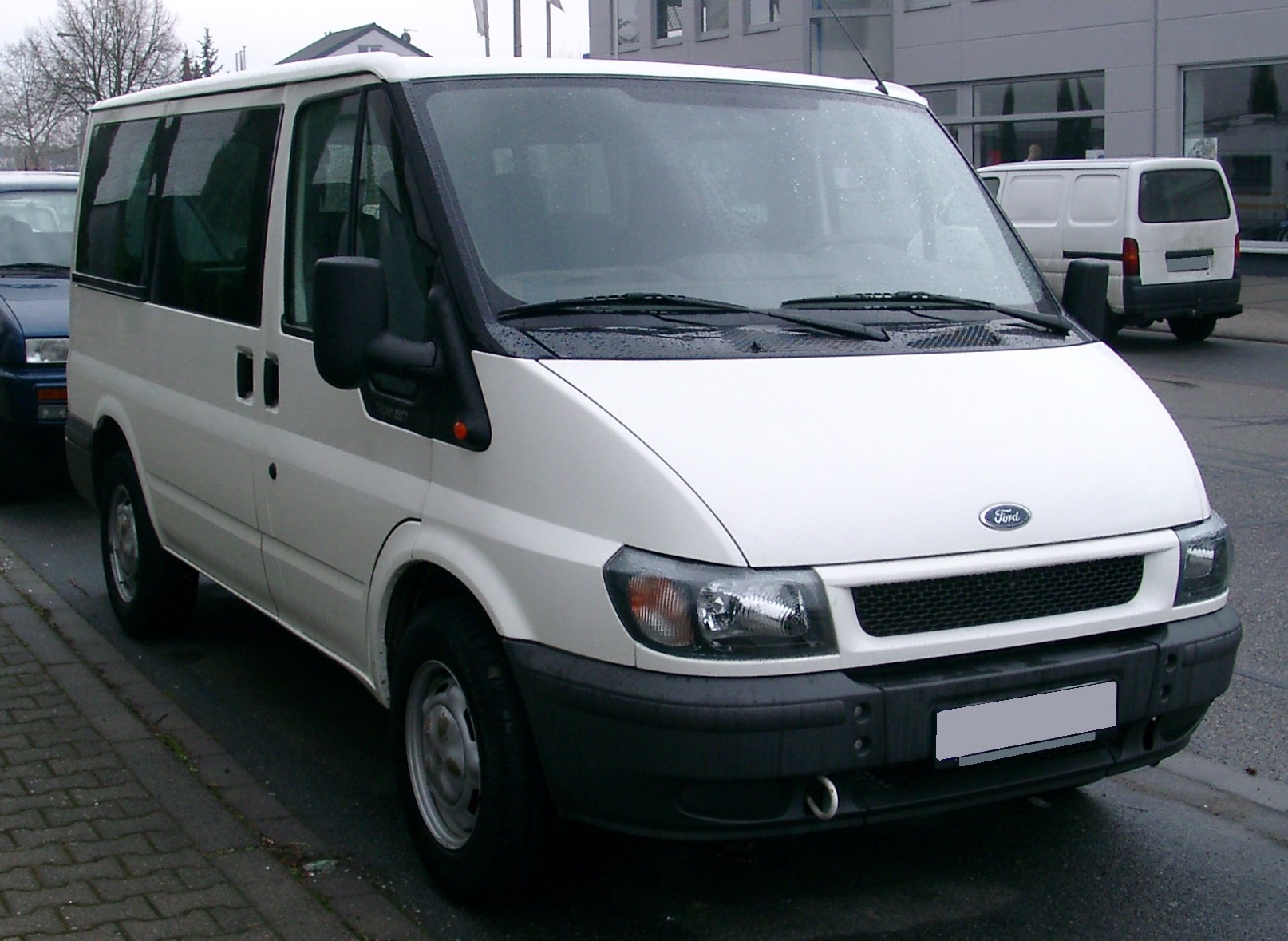
Den femte generationen 2000 till 2006 (GB) 2002 till 2006 (TR) 2003 till 2006 (VN) Ford Transit V18
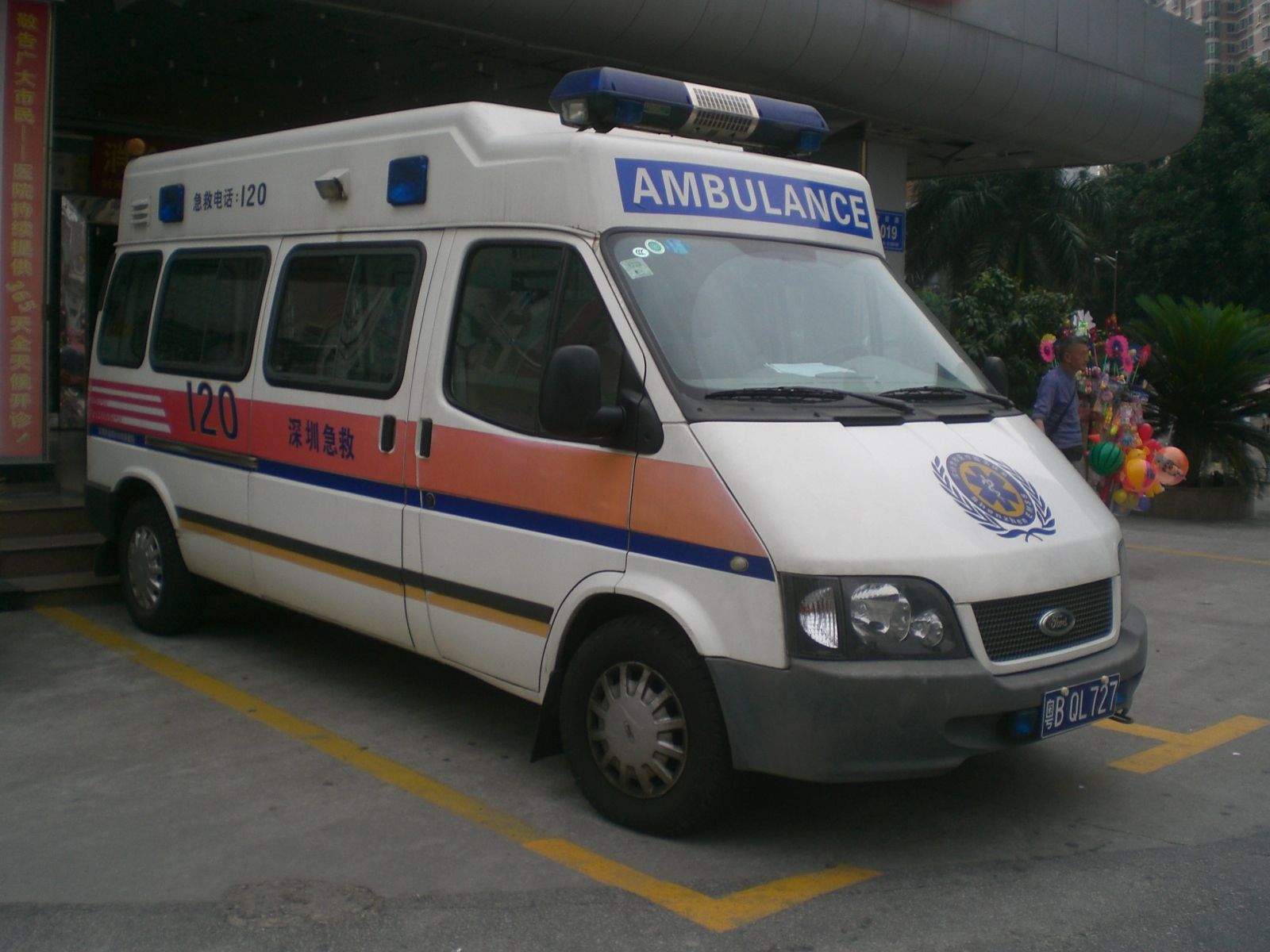
Kina generation sedan 2006 (PRC) Ford Transit VJX
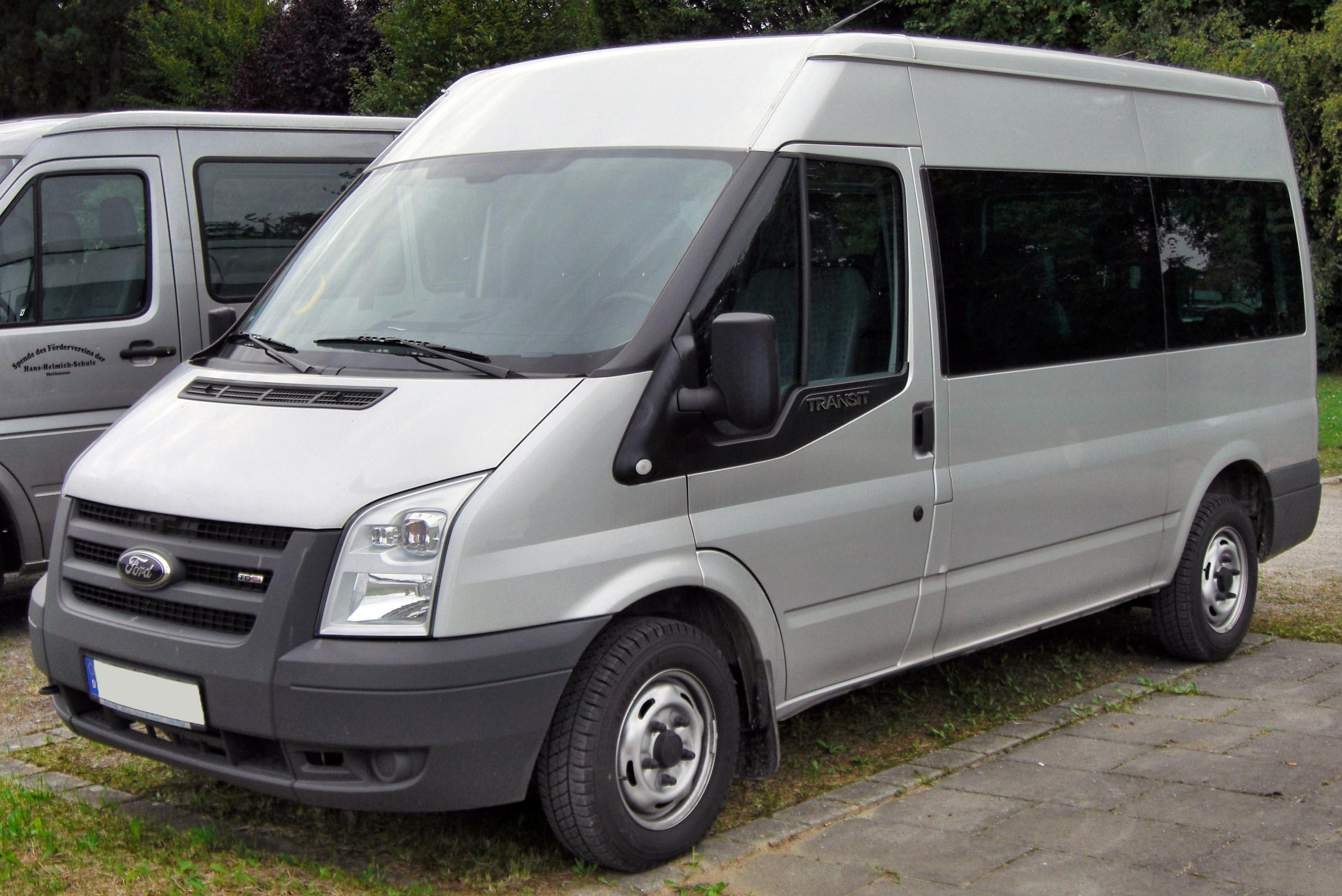
Den sjätte generationen sedan 2006 (GB/TR/VN) sedan 2008 (PRC) Ford Transit V34
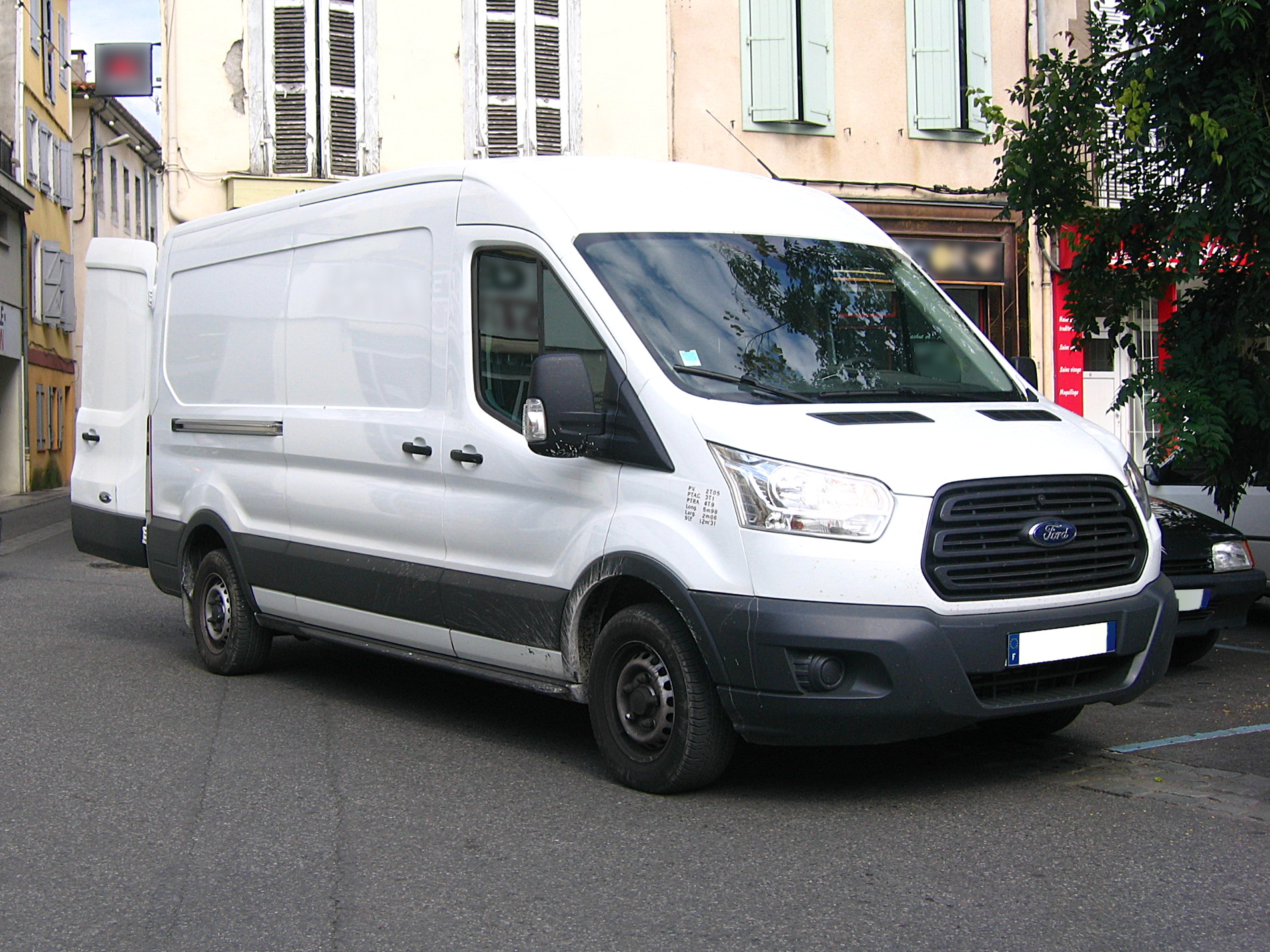
Den sjunde generationen sedan 2014
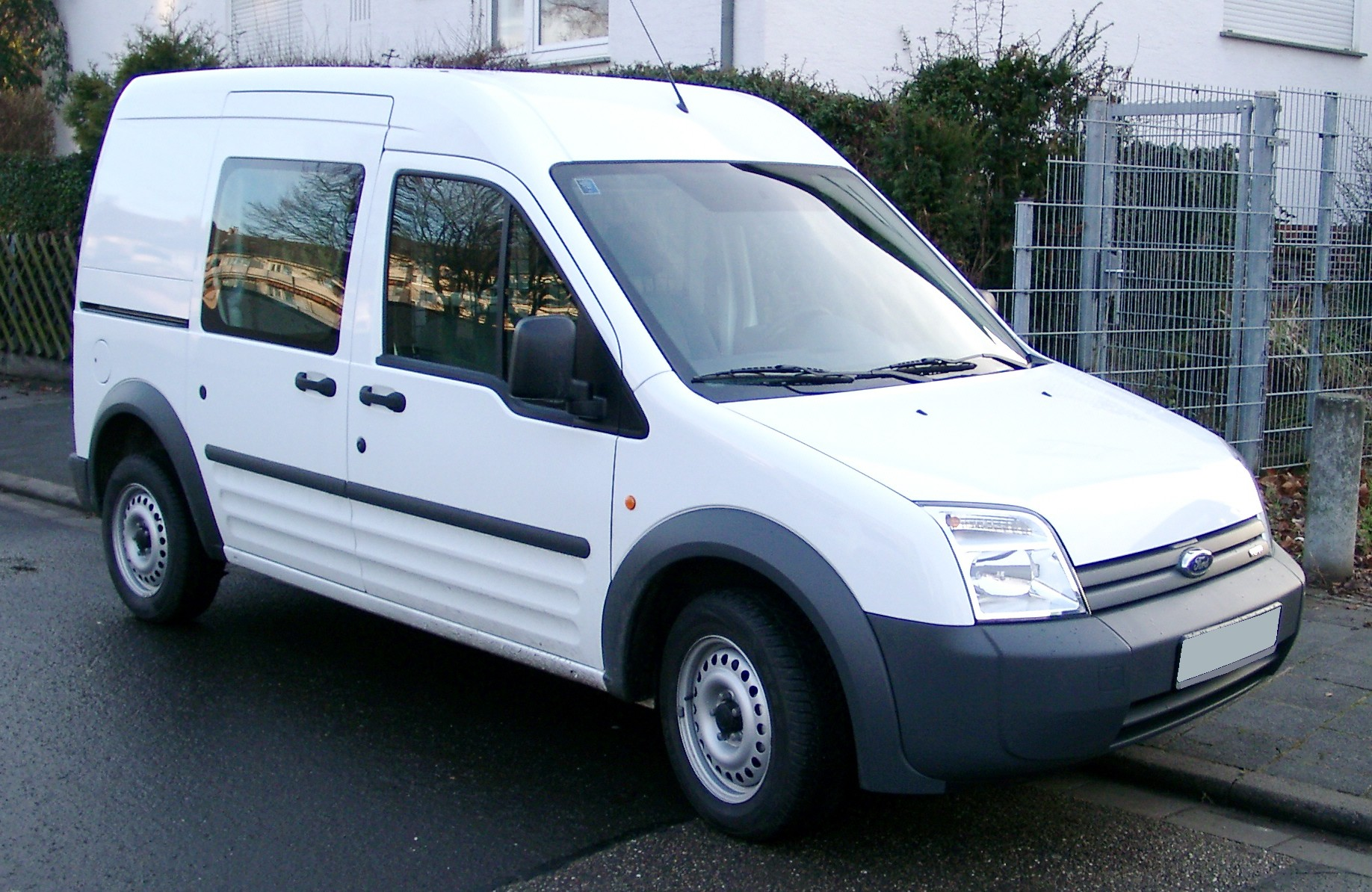
Den första generationen sedan 2002 (TR) sedan 2009 (RO) från 2012 (USA) Ford Transit Connect V227

- Den första generationen
1953 till 1965 (D)

1953 till 1961:
Ford FK 1000 (Ford Köln)
1961 till 1965:
Ford Taunus Transit
- Den andra generationens
1965 till 1978 (B/GB)
1976 till 1978 (TR)

Ford Transit Mark I
- Den tredje generationen
1978 till 1985 (B/GB/TR)

Ford Transit Mark II
- Den fjärde generationen
1985 till 2000 (B/GB)
1985 till 2002 (TR)
1997 till 2000 (BY)
1998 till 2003 (VN)

Ford Transit VE
- Den femte generationen
2000 till 2006 (GB)
2002 till 2006 (TR)
2003 till 2006 (VN)

Ford Transit V18
- Kina generation
sedan 2006 (PRC)

Ford Transit VJX
- Den sjätte generationen
sedan 2006 (GB/TR/VN)
sedan 2008 (PRC)

Ford Transit V34
- Den sjunde generationen
sedan 2014
- Den första generationen
sedan 2002 (TR)
sedan 2009 (RO)
från 2012 (USA)

Ford Transit Connect V227